# Pachymetopon aeneum
Pachymetopon aeneum es una especie de peces de la familia Sparidae en el orden de los Perciformes.

## Morfología
• Los machos pueden llegar alcanzar los 55 cm de longitud total.

## Distribución geográfica
Se encuentra en las  costas de Sudáfrica.